# Onan (Bijbel)
Onan was de tweede zoon van Juda en zijn Kanaänitische vrouw Batsua (of “de dochter van Sua”). 
Na de dood van zijn oudere broer Er - die geen nageslacht had -, gaf Juda aan Onan het bevel om Ers vrouw Tamar te bezwangeren. Hoewel Onan intiem samenwoonde met Tamar, “verspilde hij het zaad op de grond”; hiervoor werd hij ter dood gebracht door God.  
De tekst in Genesis 38: 8-10 in de Nieuwe Bijbelvertaling luidt: 
(8)Toen zei Juda tegen Onan: “Vervul je zwagerplicht: trouw met de vrouw van je broer en verwek voor je broer nakomelingen bij haar.” (9) Maar omdat Onan wist dat zo’n kind niet als zijn nageslacht zou gelden, liet hij telkens als hij met de vrouw van zijn broer gemeenschap had zijn zaad op de grond terechtkomen, zodat hij geen nakomelingen voor zijn broer zou verwekken. (10) Wat hij deed was slecht in de ogen van de HEER, en daarom deed de HEER ook hem sterven.
Dat Onan bewust zijn schoonzuster niet bezwangerde heeft geleid tot de term 'onanie', een synoniem voor masturbatie.
Sommigen gebruiken deze passage om te laten zien dat God zelfbevrediging veroordeelt (waarvan overigens geen sprake is, vermoedelijk ging Onan 'voor het zingen de kerk uit'), en er zijn christelijke stromingen die zelfs zo ver gaan dat zij refererend aan dit verhaal, anticonceptie en abortus afkeuren De gedachte is dat het zaad van de man niet verloren mag gaan: er zou sprake zijn van 'verspilling van potentieel leven'. Deze interpretaties missen echter de clou van de tekst. Onan heeft geen seksuele zonde begaan. De kwestie was veeleer dat hij weigerde de plicht van het leviraatshuwelijk te vervullen, volgens welke een man ertoe verplicht is de vrouw van zijn broer te bezwangeren als de broer overleden is en zonder erfgenaam. 